# Galáxia Anã de Fornax
A Galáxia Anã de Fornax é uma galáxia satélite da Via Láctea e faz parte do Grupo Local. Encontra-se na constelação austral de Fornax, a 460.000 anos-luz da Terra. Com um diâmetro de aproximadamente 6.000 anos-luz, sua magnitude visual é de 9,3. Foi descoberta em 1938 por Harlow Shapley.
Embora seja uma galáxia anã elíptica, seu tamanho é várias maior que outras galáxias anãs ao nosso redor (como por exemplo a Galáxia Anã de Carina ou a Galáxia Anã de Draco), e contém milhões de estrelas, embora as mais brilhantes alcancem magnitude visual 19. Suas estrelas têm idade entre 3 e 10 bilhões de anos, sendo quase todas elas de população II. Estima-se que 90% da galáxia é constituída de matéria escura.
A Galáxia Anã de Fornax possui seis aglomerados globulares orbitando-a, e o mais brilhante dentre eles, NGC 1049, foi descoberto antes que a própria galáxia.